# Francesco Paolucci
Pour les articles homonymes, voir Paolucci.
 Francesco Paolucci (né en 1581 à Forlì, en Émilie-Romagne, et mort le 9 juillet 1661 à Rome) est un cardinal italien du XVIIe siècle. Il est l'oncle du cardinal Stefano Agostini (1681) et le grand-oncle du cardinal Fabrizio Paolucci (1697).

## Biographie
Paolucci est auditeur du camerlingue de la Sainte-Église, référendaire au tribunal suprême de la Signature apostolique, secrétaire de la Congrégation du Concile de Trente, conseiller à la Congrégation de l'Inquisition et secrétaire de la Congrégation de l'immunité ecclésiastique.
Le pape Alexandre VII le crée cardinal lors du consistoire du 9 avril 1657. De 1657 à 1661 il est préfet de la Congrégation du Concile. 

## Le restaurateur du martyrium San Giovanni in Oleo
En 1658, avec l'autorisation du pape Alexandre VII, il prend entièrement à sa charge tous les frais de restauration du martyrium San Giovanni in Oleo (dont Francesco Borromini entreprit les plans et les travaux), tout proche de la basilique San Giovanni a Porta Latina dont il était titulaire. Ce martyrium, lié à la mémoire historique de l'apôtre S. Jean l'Évangéliste, était très cher au cœur du cardinal ; une fois achevés les travaux de Borromini, il le fit décorer par un cycle de cinq fresques, par le peintre Lazzaro Baldi, illustrant le martyre passager de S. Jean l'Évangéliste durant son bref séjour à Rome, à la fin du Ier siècle
,

## Source
- Biographie du cardinal sur le site fiu.edu